# Douglas Hyde (dziennikarz)
Douglas Arnold Hyde (ur. 8 kwietnia 1911 w Worthing – hrabstwo West Sussex, zm. 19 września 1996 w Londynie) – brytyjski komunista, publicysta „Daily Worker” do 1948 roku. Po konwersji na katolicyzm związany z Catholic Herald.
W 1928 w wieku 17 lat został komunistą. Spędził dwa lata w azjatyckim więzieniu za próby agitacji na rzecz komunizmu. W Wielkiej Brytanii Hyde pełnił funkcję jednego z przywódców Partii Komunistycznej, był szefem działu informacyjnego w Daily Worker, pisma prezentującego linię lewicową.
W 1948 zrezygnował z pełnionych przez siebie funkcji. Został wiernym Kościoła katolickiego. Hyde zwrócił się w kierunku doktryny dystrybucjonizmu reprezentowanej przez Belloka i Chestertona.
W 1951 wydał autobiografię I Believed, gdzie opisał ewolucję swoich poglądów od komunizmu do katolicyzmu.
Przed śmiercią zdystansował się od Kościoła katolickiego z powodu polityki Watykanu odnoszącej się m.in. do teologii wyzwolenia w krajach Ameryki Łacińskiej.